# Puits Sainte-Pauline
Vous lisez un « bon article » labellisé en 2014.  Il fait partie d'un « thème de qualité ».
Le puits Sainte-Pauline est un ancien puits des houillères de Ronchamp situé au bord de la RD 619 sur la commune de Champagney (département de la Haute-Saône), dans l'est de la France. Le puits est creusé à partir de 1854, la houille est exploitée entre 1861 et 1884 avant que le puits ne soit remblayé.
Dans les années 1870, une cité minière, un phalanstère et une chapelle catholique sont construits à proximité immédiate de la mine et sont toujours occupés au début du XXIe siècle ; des vestiges du puits et des terrils subsistent. Un panneau explicatif installé en 2017 évoque l'histoire des puits Sainte-Pauline et Sainte-Barbe.

## Fonçage

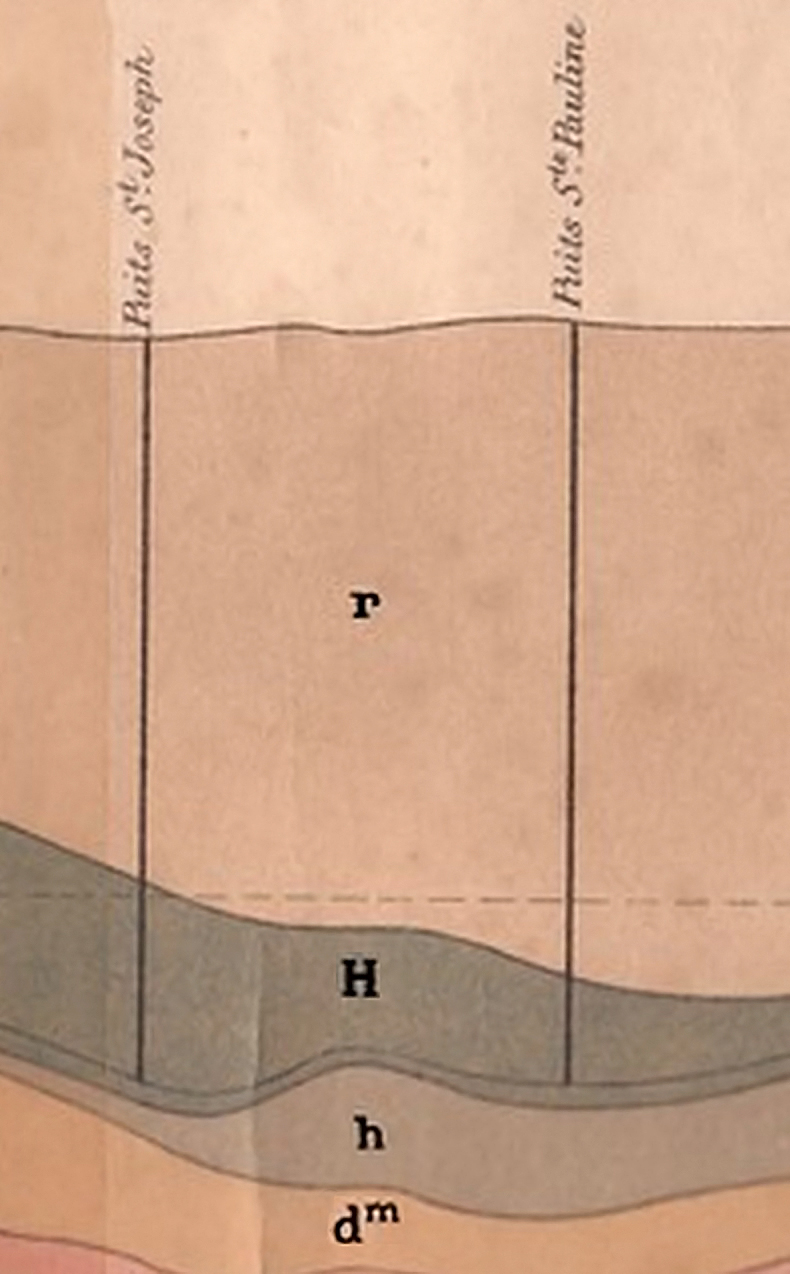
Coupe géologique du puits Sainte-Pauline (à droite) :
r : grès rouge ;
H : terrain houiller supérieur ;
h : terrain carbonifère ;
d^{m} : terrain métamorphique.

Le fonçage démarre le 31 mai 1854, à 1 100 mètres au sud-est du puits Saint-Joseph au bord de la RD 619, dans le bois des Époisses, sur la commune de Champagney, dans la Haute-Saône. Sa section est de 3,05 mètres sur 2,15. La première trousse de cuvelage est posée à 24,20 mètres de la surface le 22 février 1855. Le cuvelage rectangulaire est arrêté à 40,80 mètres. Le 1er août 1857, à 180 mètres de profondeur, la section du puits devient circulaire avec un diamètre de 3,5 mètres. La première couche de houille, d'une épaisseur de 2,5 mètres, est rencontrée le 1er février 1861 à 497,3 mètres de la surface. Le fonçage cesse à la profondeur de 546 mètres.

## Installations de surface
Les berlines utilisées au fond de la mine ont une capacité de 400 kg, elles sont remontées au jour par des cages à deux étages équipées de parachutes de système Fontaine. La machine d'extraction vient de la société A. Kœchlin et Cie, basée à Mulhouse. Cette machine est alimentée par huit générateurs à trois bouilleurs. La machine à vapeur qui actionne les bobines d'extraction est composée de plusieurs pièces habituellement utilisées dans des locomotives, sa puissance est de 120 ch. Cette machinerie repose sur un massif construit en pierres de taille. Le moteur se compose de deux cylindres horizontaux de 0,66 mètre de diamètre et d'une course de deux mètres. Le machiniste se trouve trois marches au-dessus du plancher de la machine, où il contrôle le volant d'admission ainsi que les leviers du frein à vapeur, du changement de vitesse et des purgeurs.
Une petite machine à vapeur d'une puissance de trois chevaux, alimentée par un cylindre horizontal tournant à cent tours par minute, permet de faire fonctionner deux pompes refoulantes et une pompe de puits ; toutes ces machines sont reliées au même arbre de transmission. Le bâtiment du clichage est composé de murs en pan de bois et de briques prenant appui sur le chevalement ; la machine d'extraction et les chaudières sont, quant à elles, abritées dans un double bâtiment disposé en forme de « T » (l'axe vertical abrite la machine et l'axe horizontal, les chaudières). Ce bâtiment est formé de pans de bois avec remplissage de briques. Un ventilateur Guibal de neuf mètres de diamètre s'ajoute à l'ensemble. Au total, la construction des installations de surface initiée en 1859 coûte 256 870 francs à la compagnie.

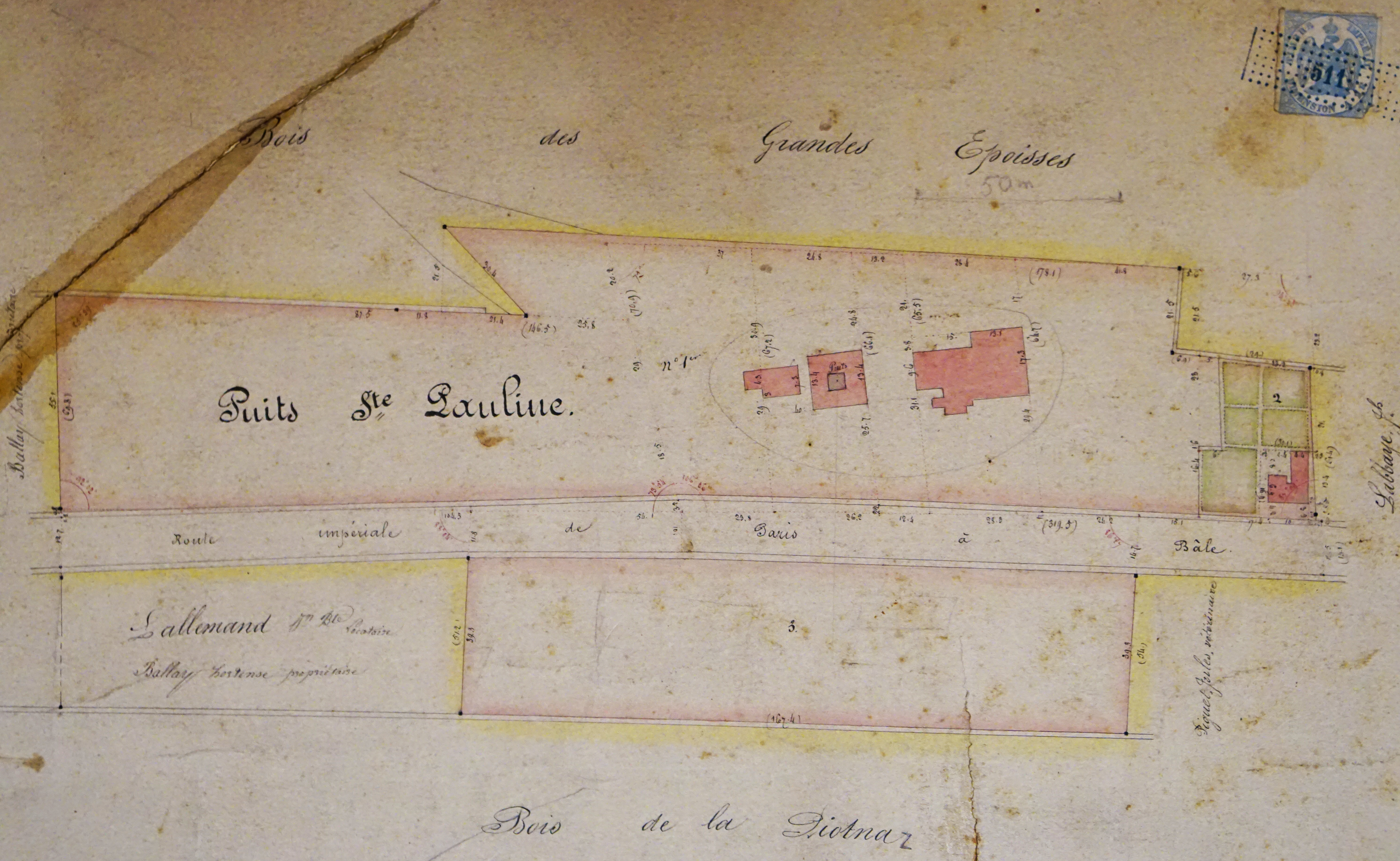
Plan de masse du carreau du puits Sainte-Pauline en activité.
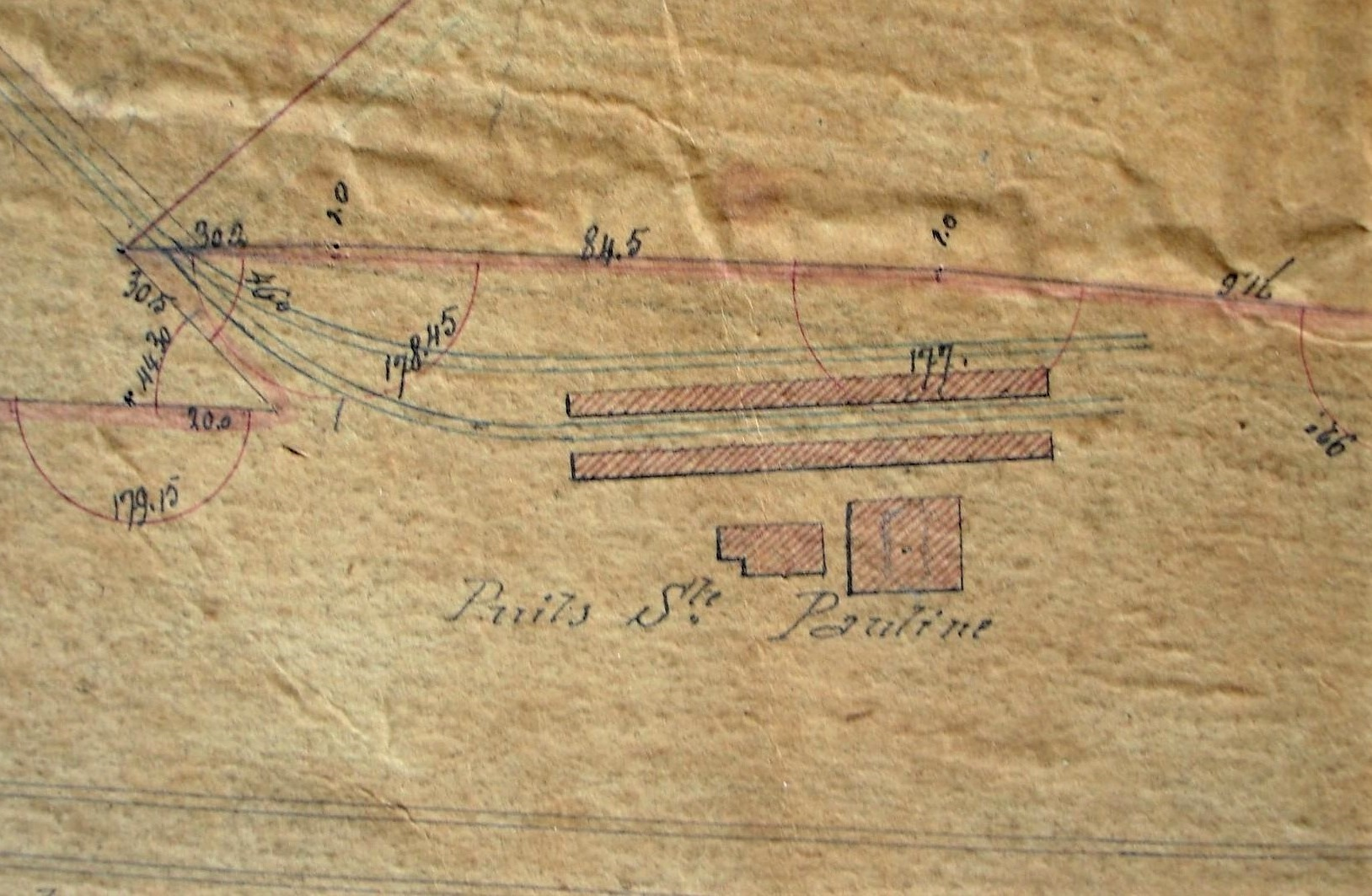
Autre plan montrant les voies ferrées et les verses.
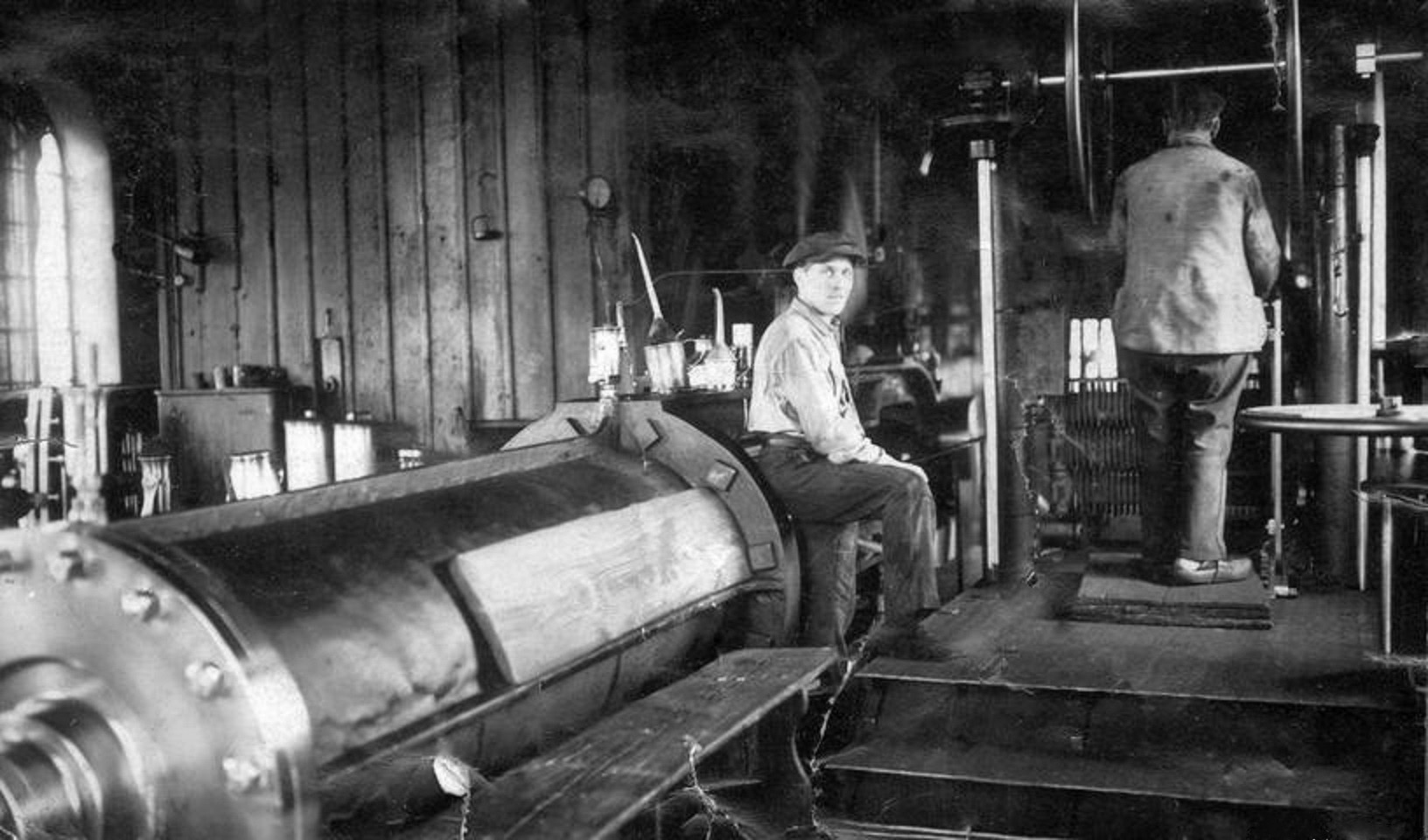
La machine à vapeur réutilisée au puits du Chanois.

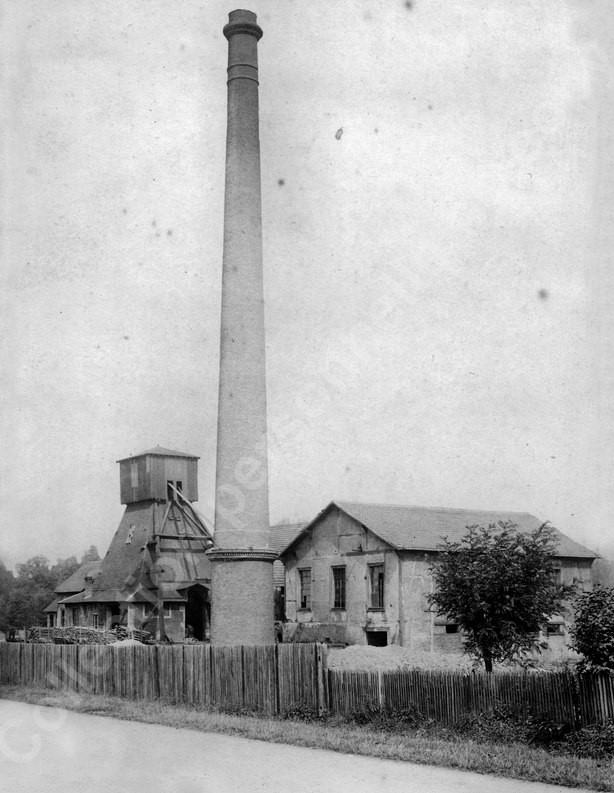
Vue générale du carreau.

## Exploitation
L'aérage des premiers travaux est réalisé par deux ventilateurs Duvergier récupérés au puits Saint-Joseph. Le puits Sainte-Pauline dispose d'un champ d'exploitation restreint. Au nord et à l'est, se trouvent les terrains accidentés du puits Sainte-Barbe, au sud, se trouve la limite de concession et à l'ouest, se trouvent les travaux du puits Saint-Joseph, de plus la seconde couche n'est pas retrouvée par le puits. La surface exploitable est donc de 55 hectares et le volume de charbon se chiffre à un million de tonnes. Le gisement du puits Sainte-Pauline est formé de couches de charbon de faible épaisseur et de forte inclinaison. La couche de schiste formant le toit des galeries est très friable et provoque des éboulements fréquents.
En 1861, commence le fonçage d’une descenderie en pleine couche en direction du sud, bien au-delà des limites de la concession, que la compagnie cherche alors à étendre. Au mois d'août, une voie ferrée dite des « nouveaux puits » est construite et permet de relier le puits au réseau ferré des houillères. La production de houille s'élève à 45 423,6 tonnes en 1861, 55 981,6 tonnes en 1862 et 52 577,4 tonnes en 1863.
En 1867, les travaux atteignent le grand soulèvement d’Éboulet. En septembre 1872, le puits Sainte-Barbe cesse l'extraction du charbon et devient le puits d'aérage des chantiers de Sainte-Pauline, rôle qu'il assure depuis juin 1869 à la suite de la pose d'un ventilateur Lemielle fournissant un débit de 12 m3/s, ce qui est suffisant pour les travaux de Sainte-Pauline peu étendus et peu grisouteux. En 1884, le puits Sainte-Pauline ferme définitivement, les installations sont démantelées et le puits est remblayé,. La machine à vapeur est remontée sur le puits du Chanois où elle est utilisée jusqu’en 1933,.

## Vestiges
Au début du XXIe siècle, le puits est un entonnoir se trouvant à quelques mètres de la RD 619. La cité minière et le phalanstère subsistent également. Le tracé de l'ancienne voie ferrée est un chemin traversant le bois des Époisses. Ce chemin fait partie du parcours de santé de ce bois. Un panneau explicatif évoquant l'histoire des puits Sainte-Pauline et Sainte-Barbe est installé à l'automne 2017 au début du parcours.

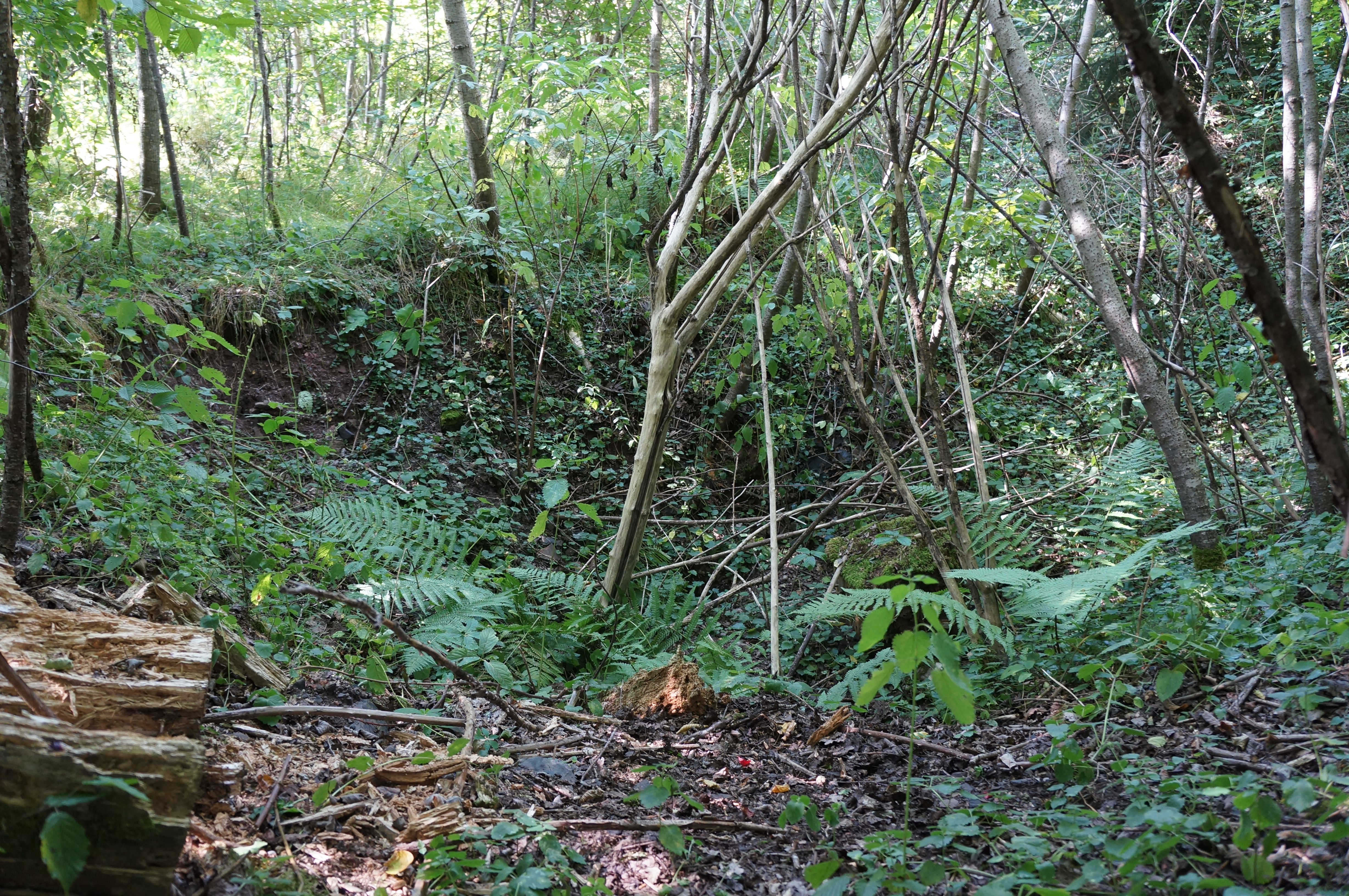
Entonnoir marquant l'emplacement du puits.
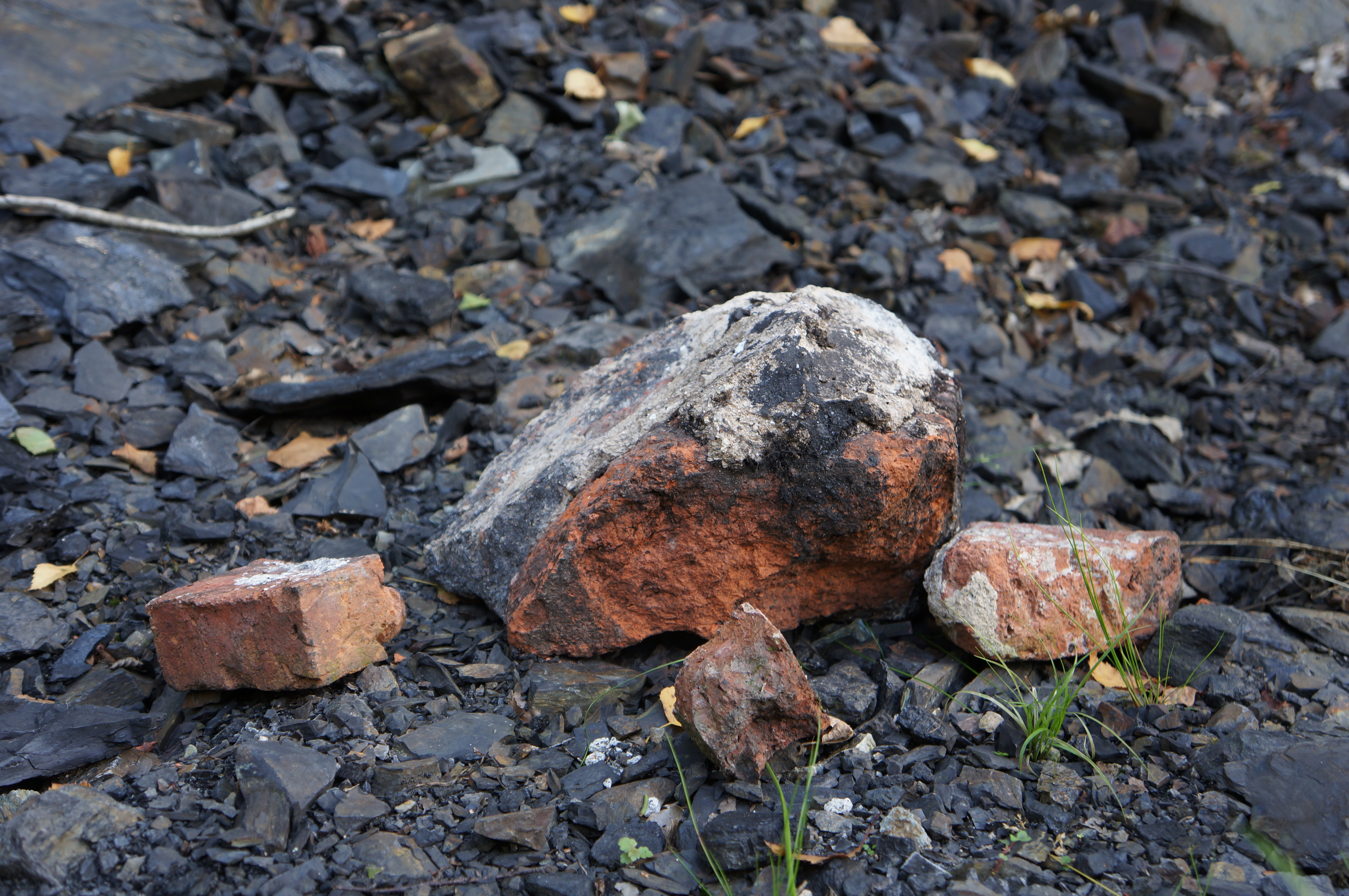
Anciennes briques issues des bâtiments de surface.
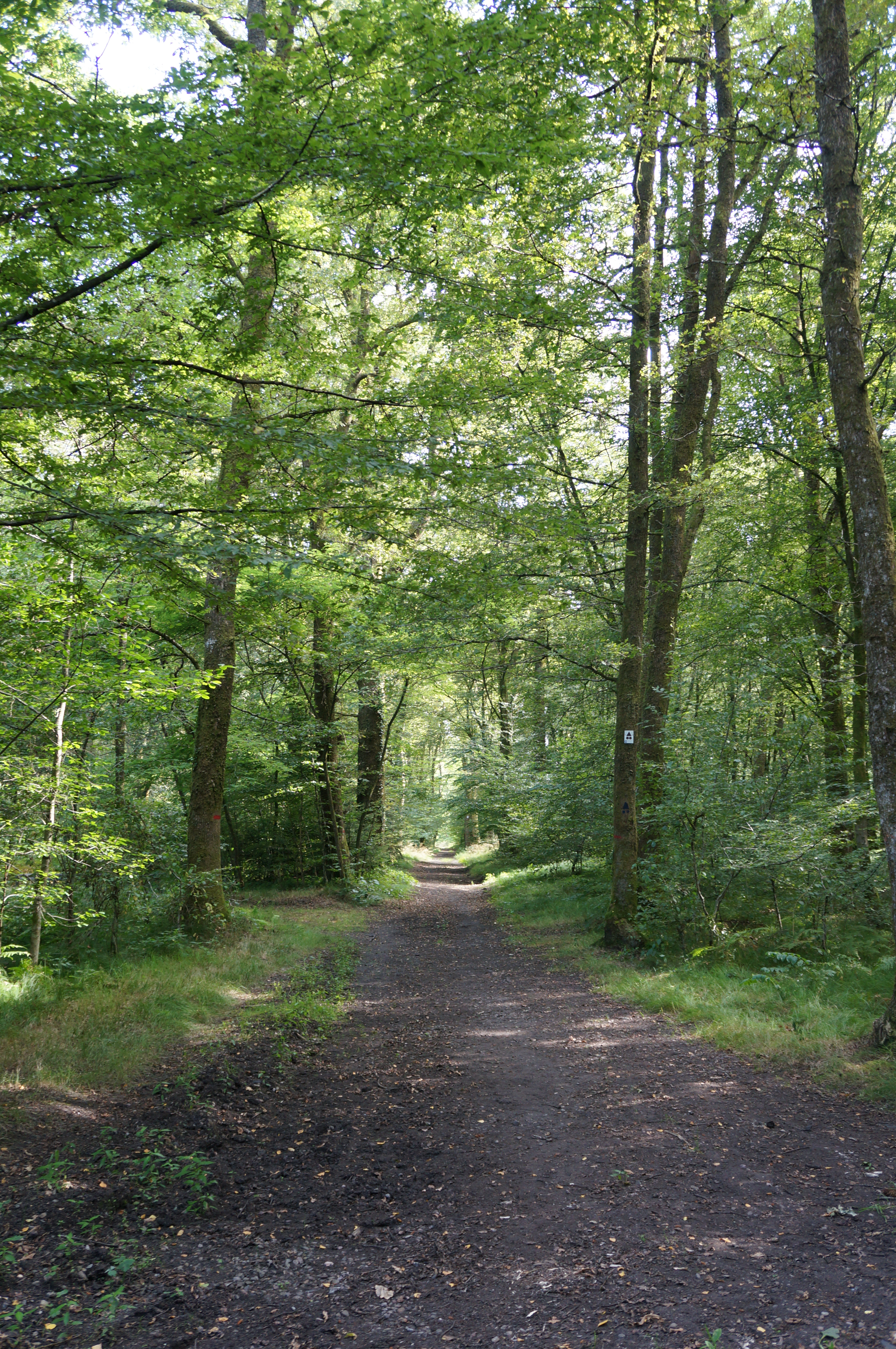
Ancienne voie ferrée menant au puits Sainte-Barbe.
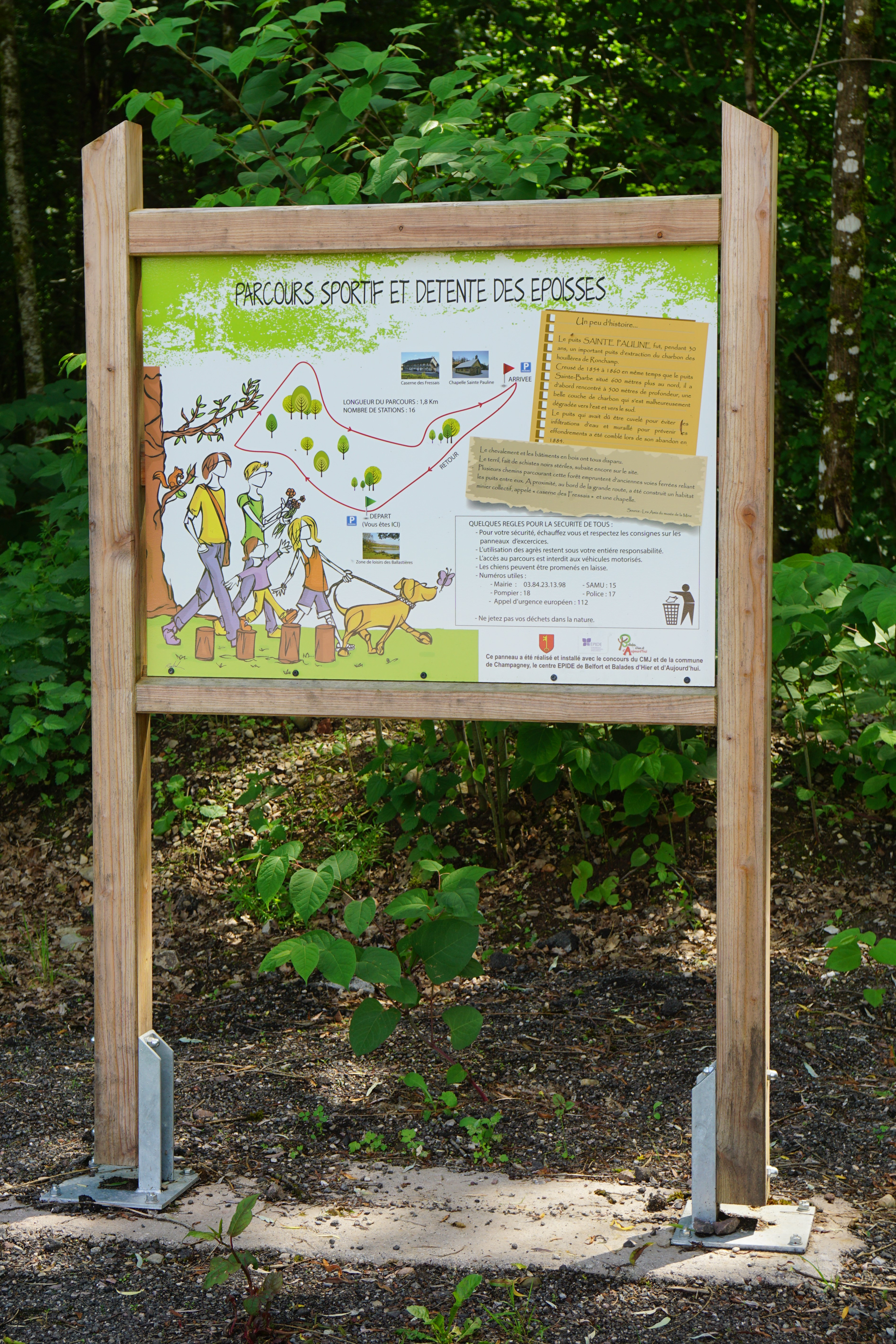
Le panneau évoquant le puits.

## Logements et lieu de culte

### Cité des Époisses
47° 41′ 39″ N, 6° 39′ 25″ E
La cité minière des Époisses est construite de 1872 à 1873. Elle se compose de treize maisons divisées en deux logements, construites à proximité du carreau de fosse pour loger la main d'œuvre alsacienne à la suite de la guerre franco-allemande de 1870. Chaque logement se compose d'une cuisine et d'une chambre au rez-de-chaussée, de deux chambres à l'étage ; ils disposent également d'une cave, d'un grenier et d'un jardin. À la fermeture des mines en 1958, les maisons sont revendues à des particuliers.  Les maisons sont classées le 11 mars 2010 à l'inventaire général du patrimoine culturel,.

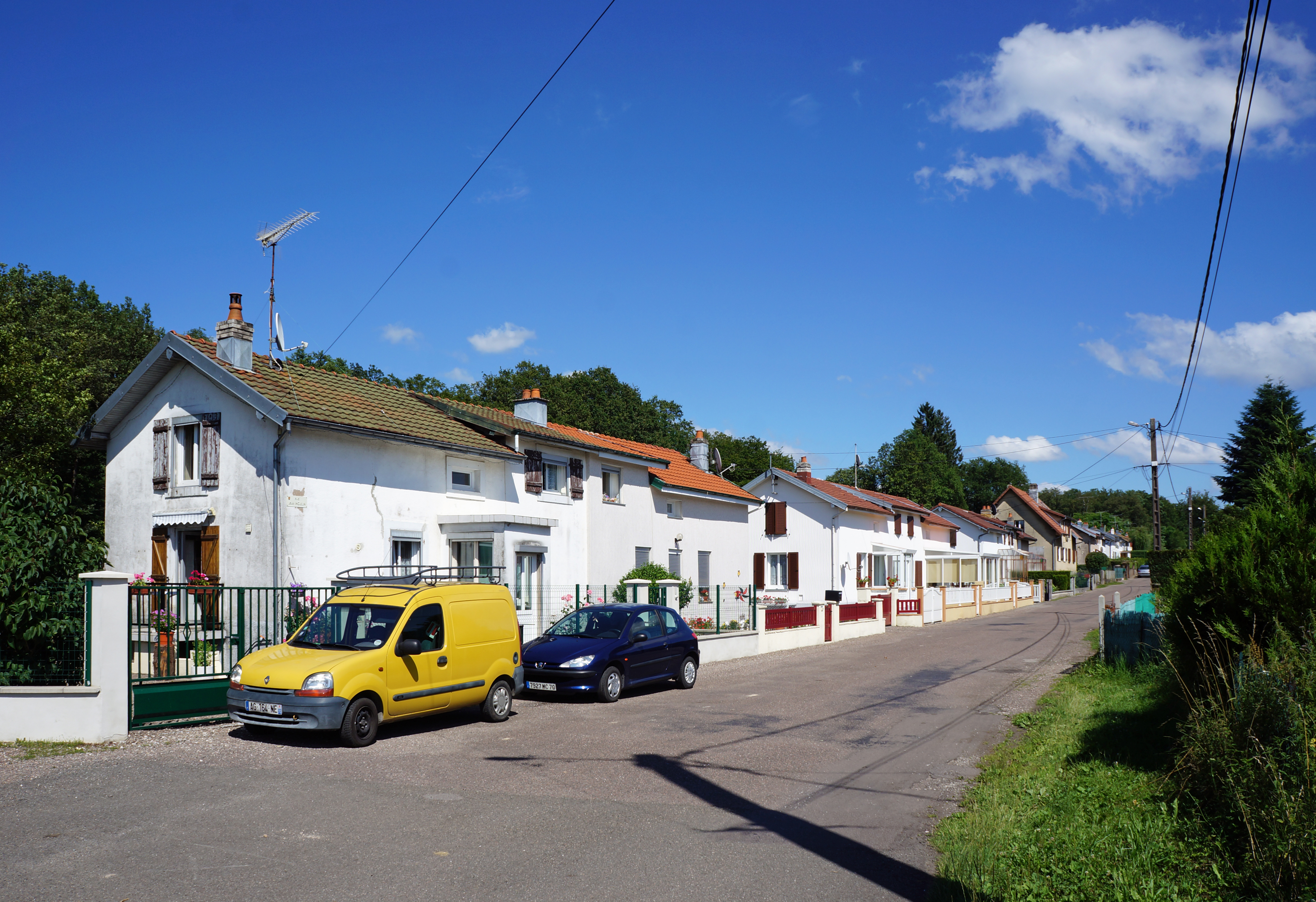
La cité des Époisses.
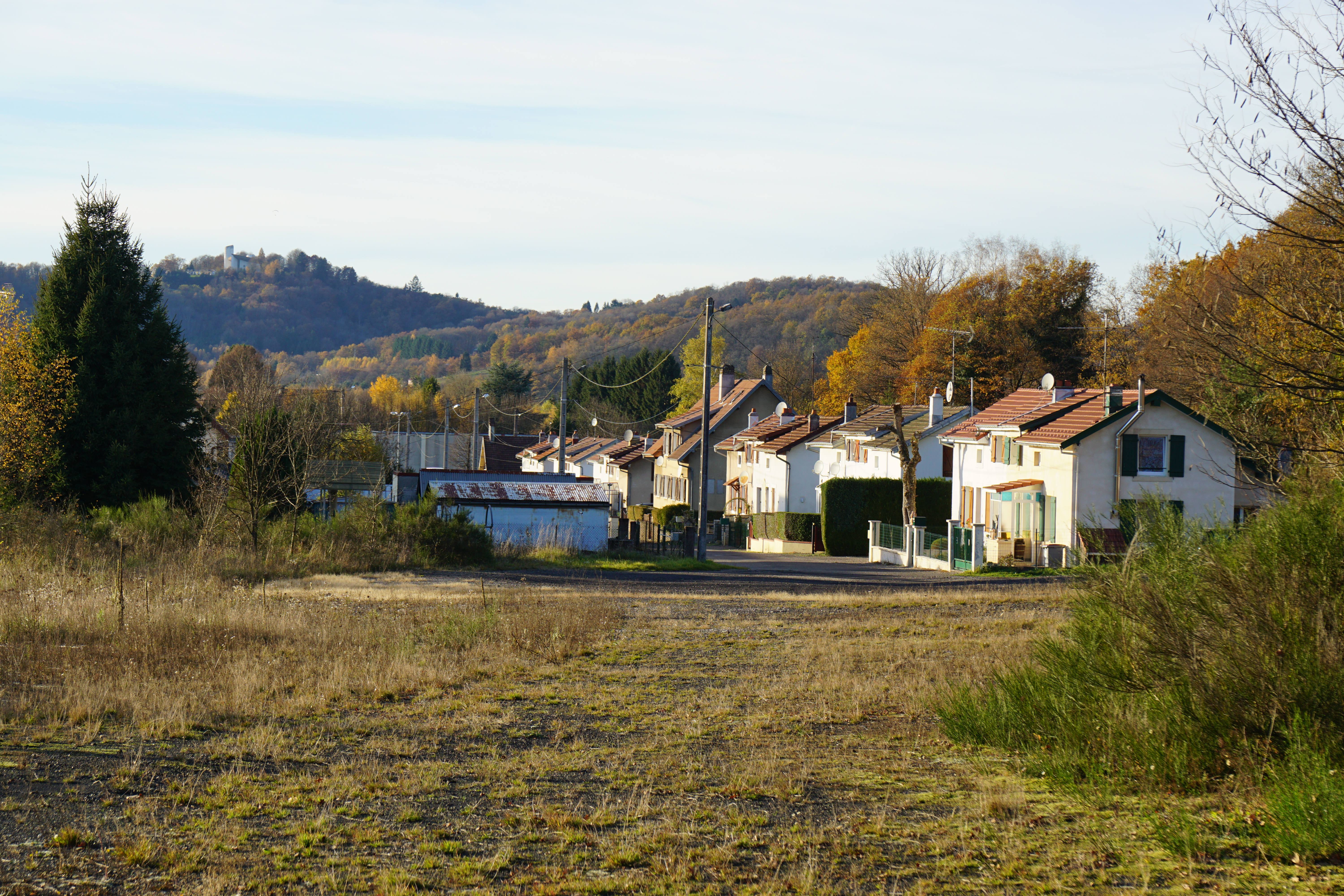
La cité et la colline de Bourlémont vues depuis le terril sud.

### Phalanstère
47° 41′ 33″ N, 6° 39′ 35″ E
En 1873, un phalanstère est construit juste en face du puits, de l'autre côté de la route 19, ce bâtiment comporte à l'origine quatre chambrées de seize lits. Il accueille alors soixante-quatre célibataires venant du village de Fresse pour travailler aux mines en semaine, ce qui lui vaut le surnom de « caserne des Fressais ». Le bâtiment a ensuite été aménagé pour accueillir des familles de mineurs.

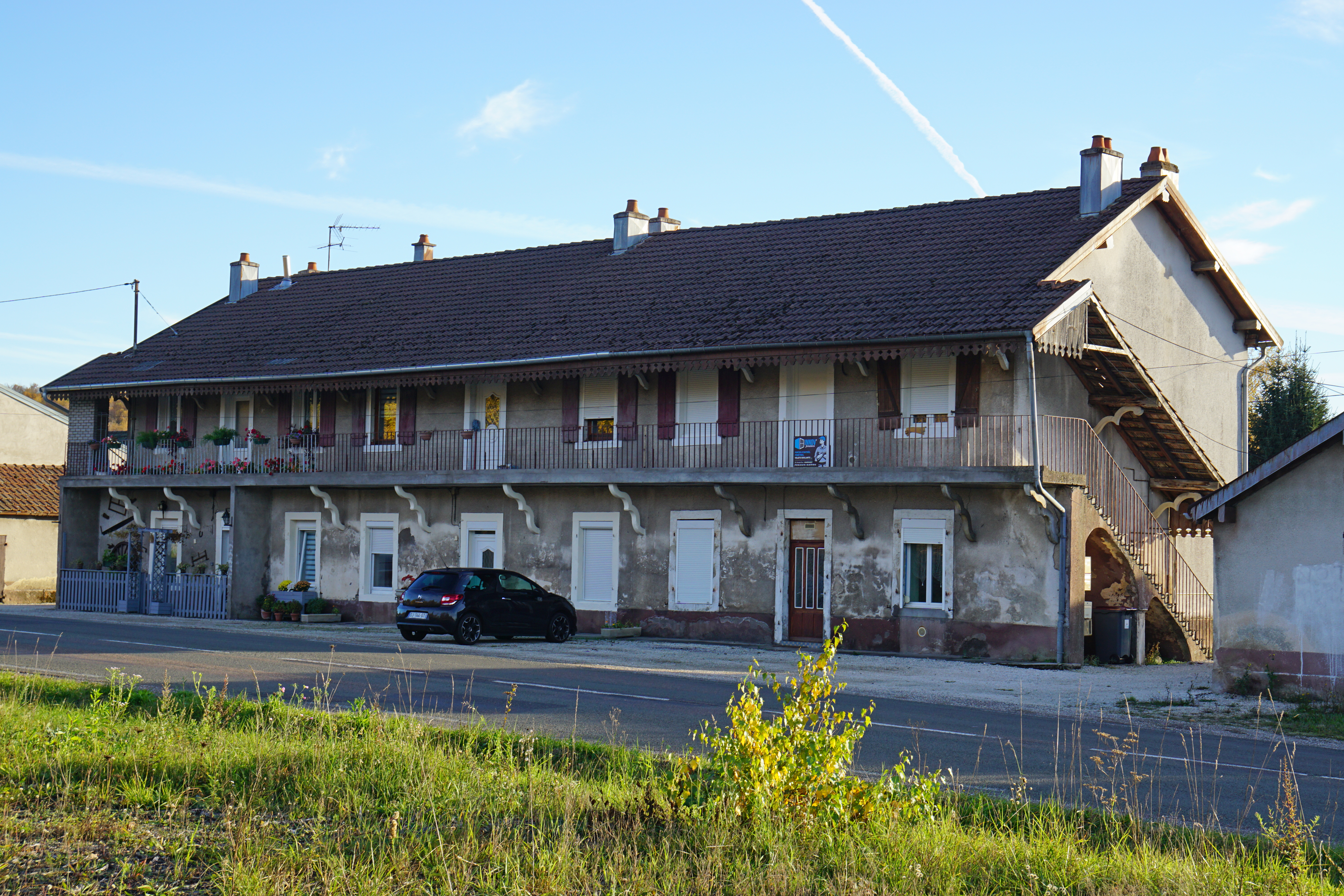
Le phalanstère.

### Chapelle Sainte-Pauline
47° 41′ 40″ N, 6° 39′ 19″ E
Une chapelle catholique est construite en face de la cité minière mais elle est détruite par les bombardements de 1944 pour la Libération de la France. Elle est reconstruite en 1954 de l'autre côté de la route nationale, juste à côté de la cité, elle mesure 50 mètres de long,,.

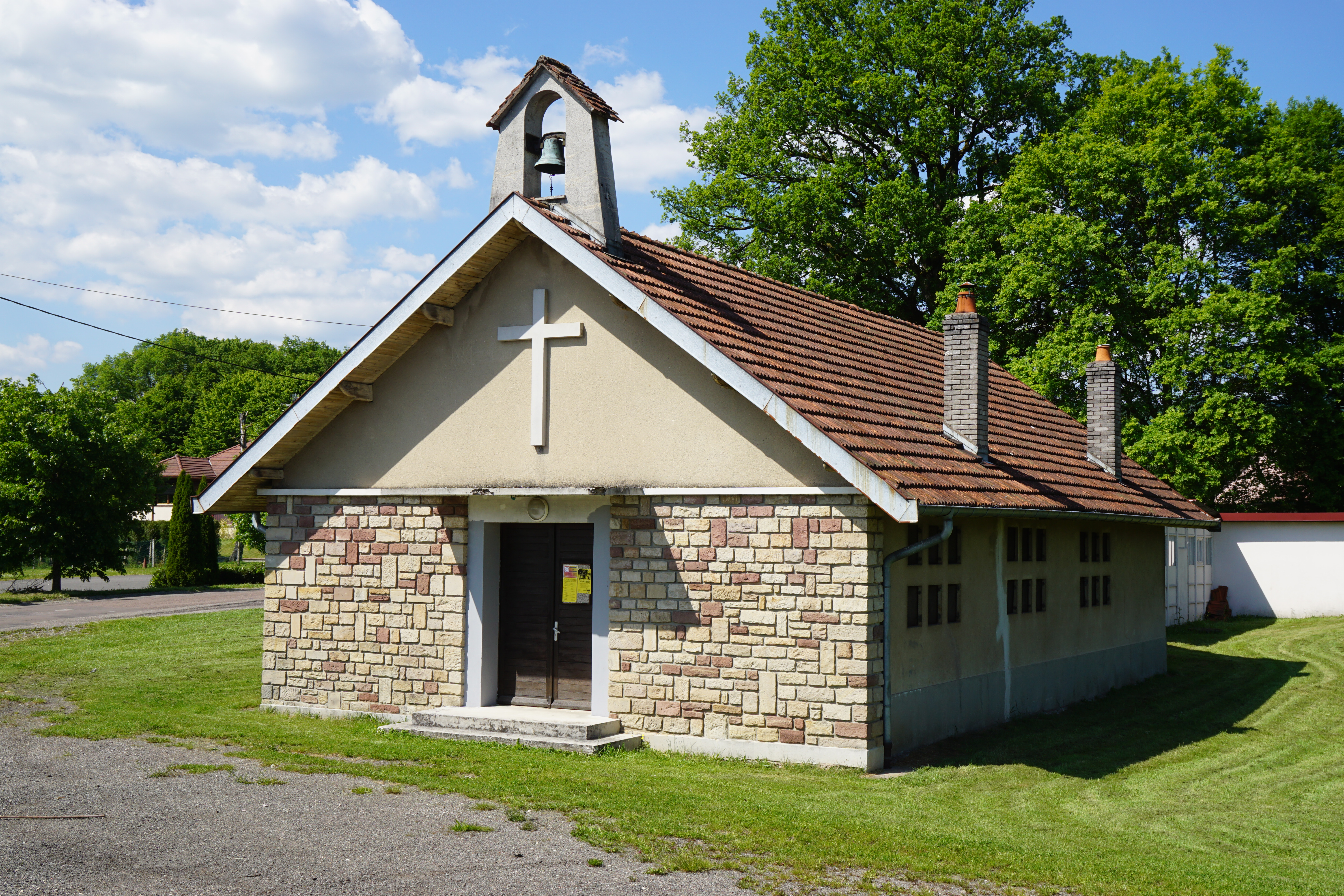
La chapelle.

## Terrils
47° 41′ 37″ N, 6° 39′ 39″ E, 47° 41′ 36″ N, 6° 39′ 33″ E
Deux terrils plats se trouvent au nord (terril principal) et au sud du carreau. Le terril sud est exploité au XXe siècle mais le terril nord (où est aménagé un manège à chevaux) renferme toujours des milliers de mètres cubes de schiste recouvert par la végétation, particulièrement des bouleaux,.

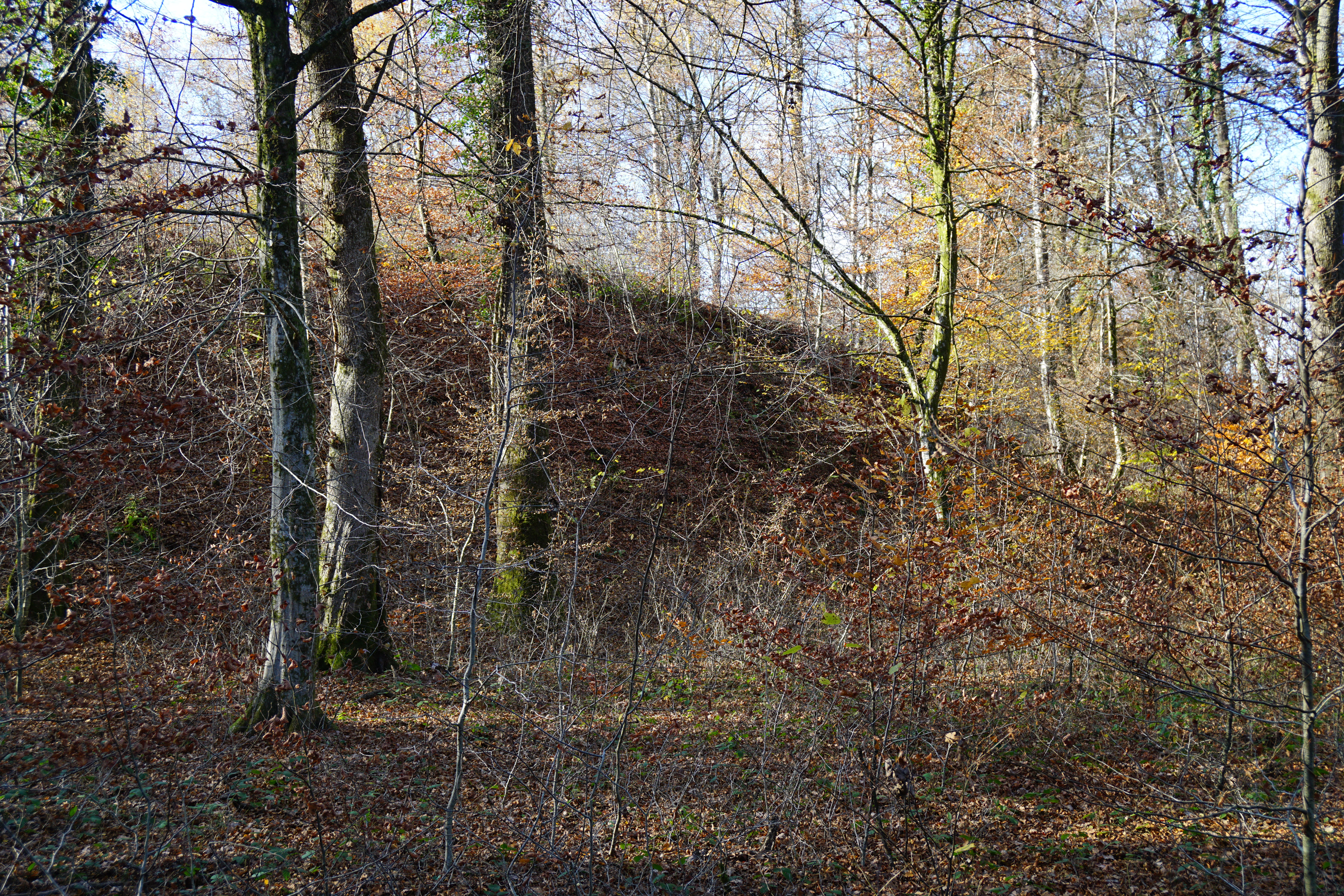
Partie boisée du terril nord.
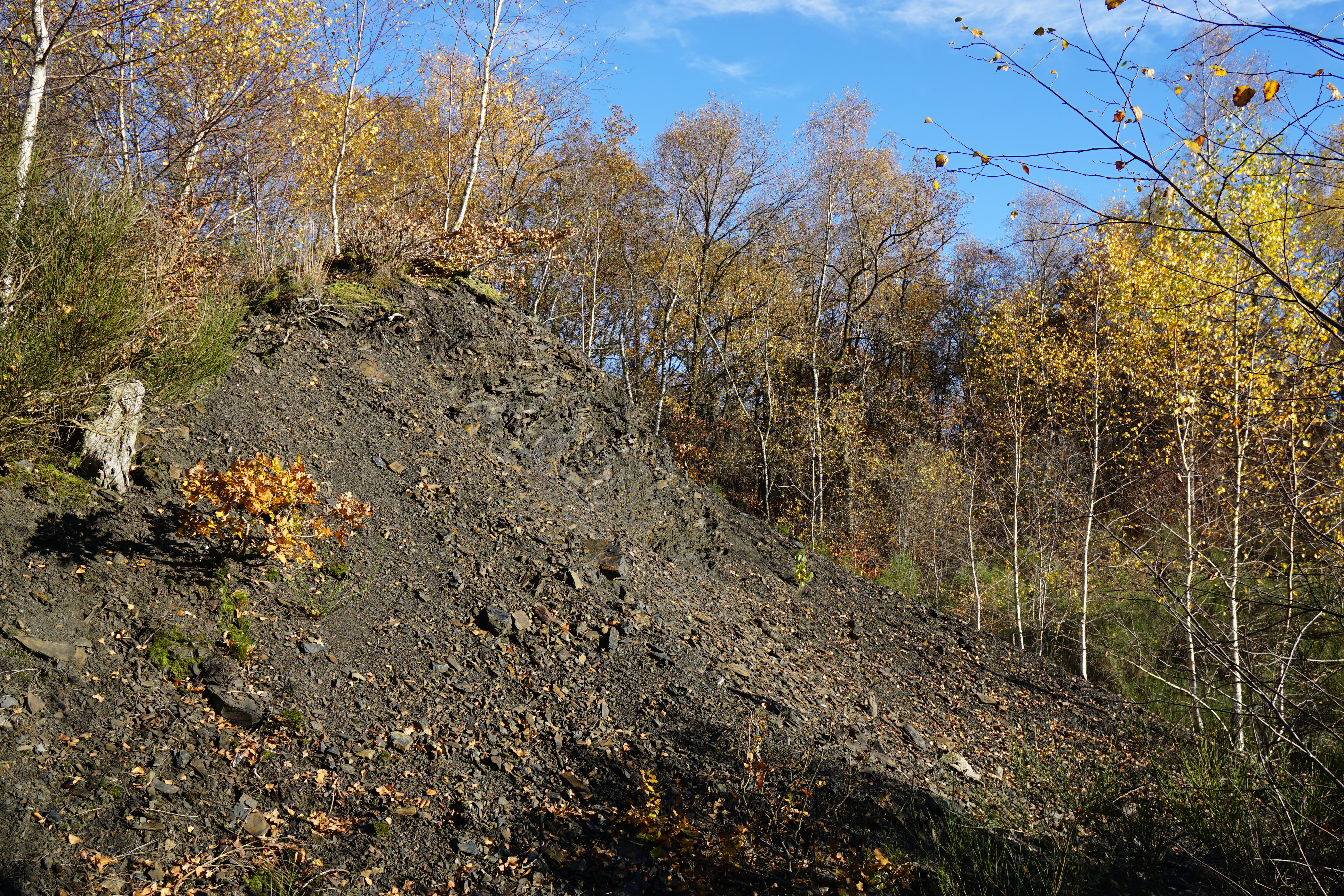
Partie sommitale.
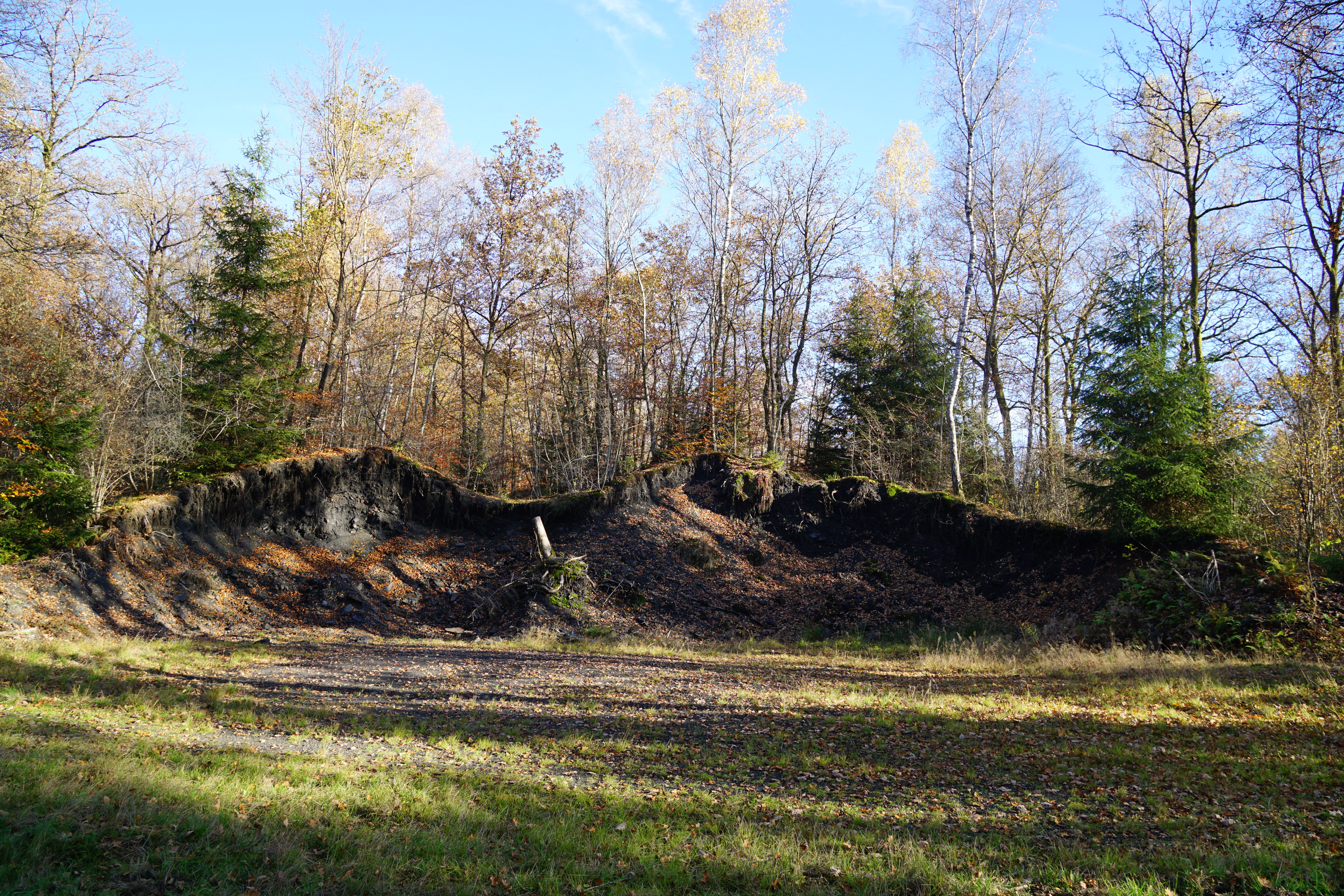
Partie exploitée.
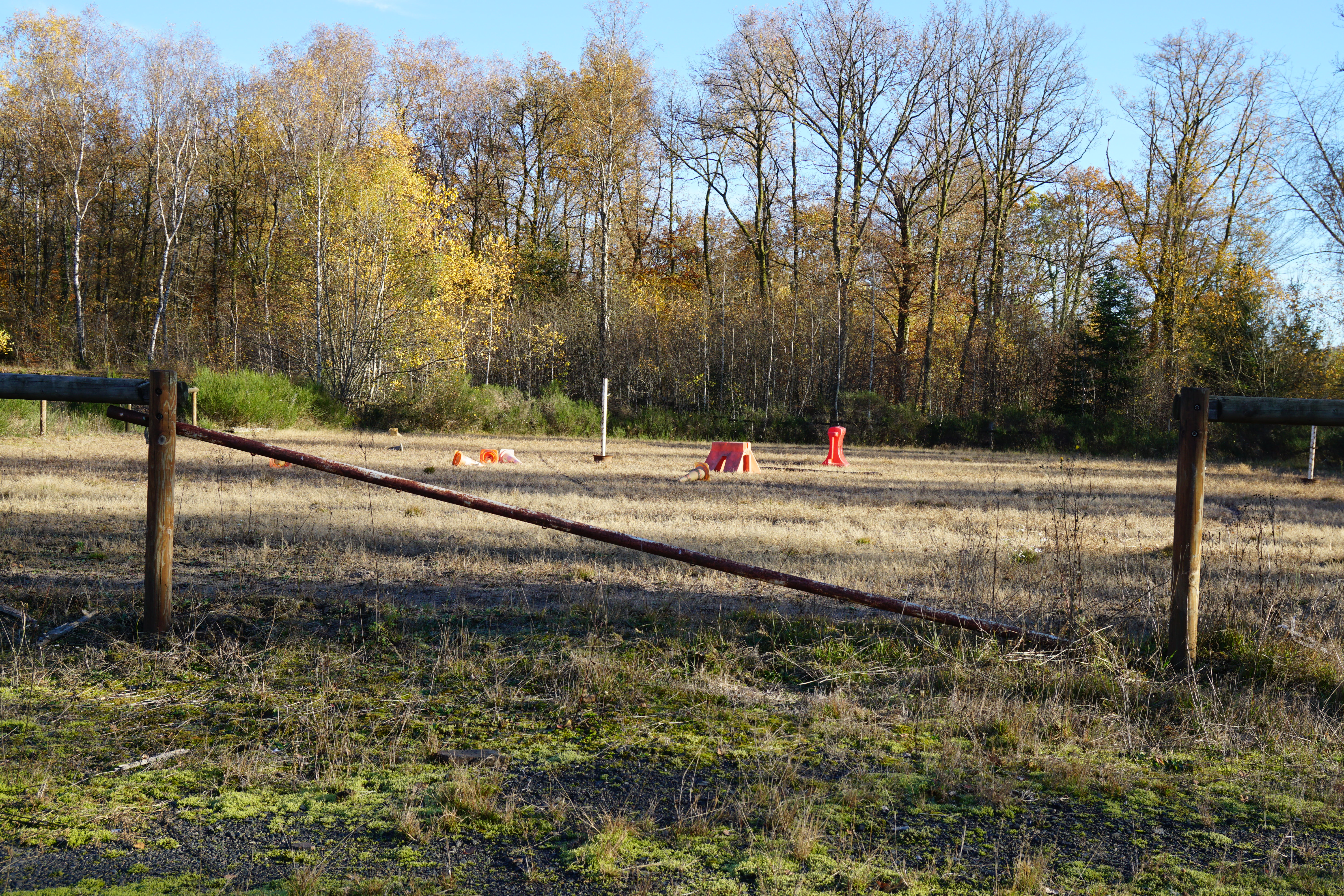
Le manège à chevaux.
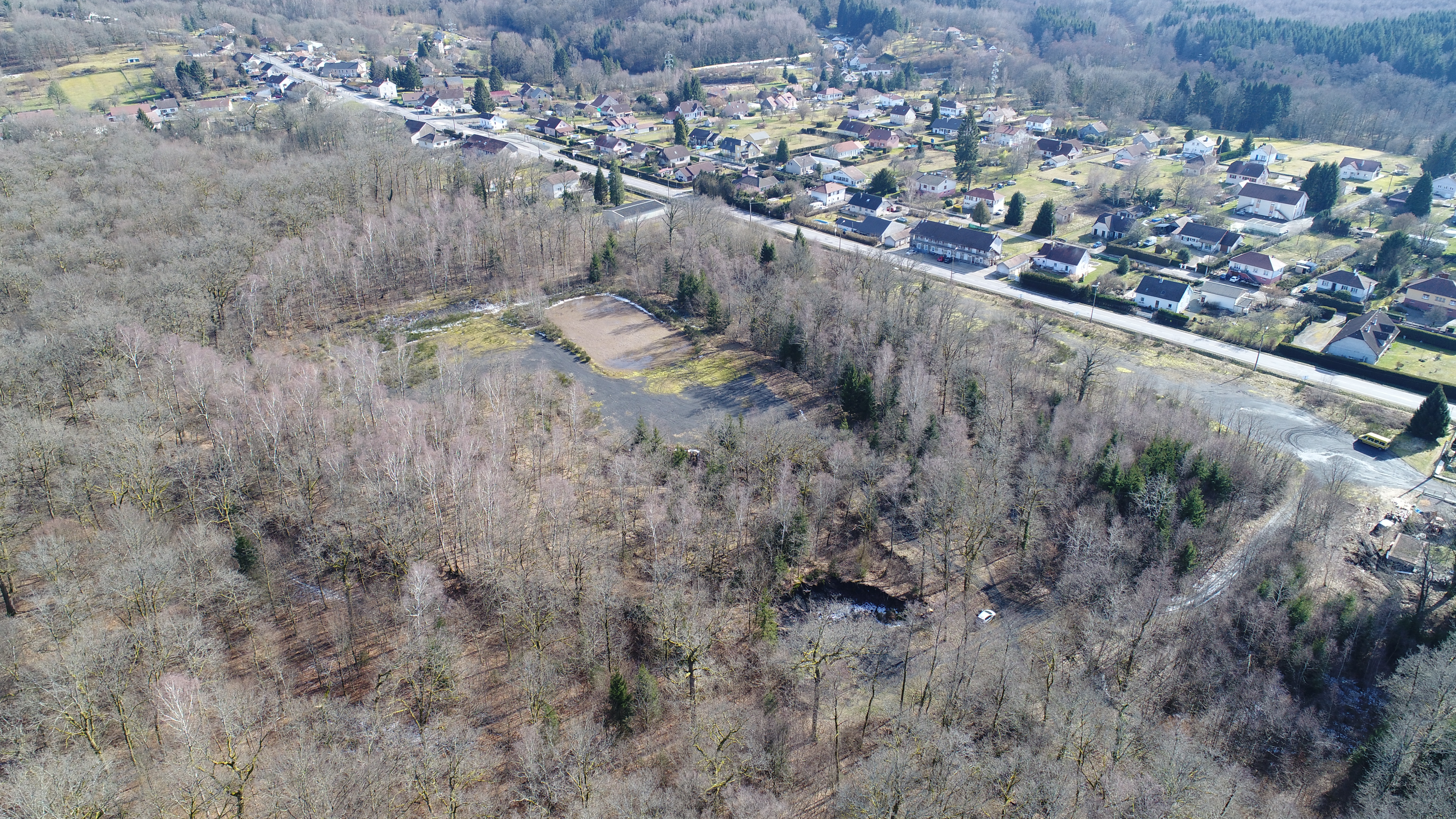
Vue aérienne générale du terril.

#### Ouvrages
- François Mathet, Mémoire sur les mines de Ronchamp

1. ↑  p. 589.
2. ↑  p. 596.
3. 1 2  p. 597.
4. ↑  p. 598.
5. ↑  p. 599.
6. ↑  p. 600.
7. ↑  p. 601.
8. ↑  p. 602.
9. ↑  p. 608-609.
10. ↑  p. 610.
11. ↑  p. 590.
12. 1 2  p. 592.
13. ↑  p. 588-589.
14. ↑  p. 635.

- Jean-Jacques Parietti, Les dossiers de la Houillère

1. ↑  2001, p. 3.
2. ↑  2010, p. 102.
3. ↑  2010, p. 101.

#### Illustrations
1. ↑  « La machine électrique du puits Chanois », sur abamm.org.
2. ↑  « Vestige du puits Sainte-Pauline », sur abamm.org.
3. ↑  « La cité des Époisses », sur abamm.org.
4. ↑  « La caserne de Fressais », sur abamm.org.
5. ↑  « La voie ferrée en direction du puits », sur abamm.org.
6. ↑  « La chapelle Sainte-Pauline », sur abamm.org.
7. ↑  « Le terril nord de Sainte-Pauline », sur abamm.org (photo 1).
8. ↑  « Le terril nord de Sainte-Pauline », sur abamm.org (photo 2).
9. ↑  « Le terril nord de Sainte-Pauline », sur abamm.org (photo 3).

#### Autres
1. ↑  « Sections des puits », sur abamm.org.
2. 1 2 3  « Histoire des puits de Ronchamp », sur abamm.org.
3. ↑  Édouard Thirria 1869, p. 186.
4. ↑  Société de l'industrie minérale 1882, p. 676.
5. ↑  Michel Godard 2012, p. 336.
6. ↑  « Un parcours de santé moderne et visible », sur L'Est républicain, 28 novembre 2017.
7. ↑  « Cité ouvrière des Époisses », notice no IA70000159, sur la plateforme ouverte du patrimoine, base Mérimée, ministère français de la Culture.
8. ↑  (en) « Chapelle Sainte-Pauline », sur geoview.info.
9. ↑  [PDF] Yves-Claude Lequin, Une soixantaine d'églises pour un bassin industriel Belfort-Montbéliard (1945-1978), 2006 (lire en ligne), p. 5.